# Йеремия Солунски
Йеремия (на гръцки: Ἱερεμίας) е византийски православен духовник от ΧIV век, солунски митрополит.

## Биография
Според източниците Йеремия оглавява солунската катедра от 1315 до 1322 година, когато е наследен от Евфимиан. Йеремия се споменава като солунски митрополит в източник, разказващ за делегация от солунчани до Андроник III Палеолог в 1322 година.